# Forcola di Livigno
De Forcola di Livigno of Livignopas is een 2315 meter hoge bergpas op de grens van Italië en Zwitserland en verbindt het Valle di Poschiavo in het kanton Graubünden met het belastingvrije Livigno dat tot de Italiaanse provincie Sondrio behoort.
Vanuit Zwitserland takt de weg 3 kilometer voor de top van de Berninapas af in noordelijke richting. Vrijwel meteen volgt de Zwitserse grenspost. Een viertal kilometers verder ligt op de pashoogte de Italiaanse douanepost. De Forcola di Livigno is gesitueerd tussen de Piz Minor (3049 m) in het noorden en de Monte Vago (3067 m) in het zuiden.
Van oktober tot mei is de pasweg voor verkeer afgesloten in verband met de hevige sneeuwval in het gebied. Een alternatief is dan de Munt-la-Schera-tunnel ten noorden van de pas en de Foscagnopas die van Livigno naar Bormio leidt.

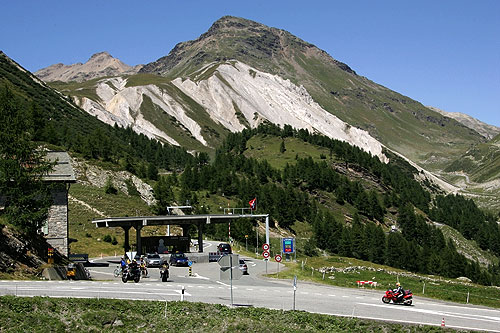
Douanepost te Forcola di Livigno.

Agnello · Aprica · Assietta · Baremone · Brenner · Brocon · Cadibona · Capannelle · Campolongo · Costalunga · Croce Dominii · Cuvignone · Duran · Esischie · Falzarego · Fauniera · Fedaia · Finestre · Forcola di Livigno · Foscagno · Gardena · Gavia · Giau · Giogo di Bala · Grote Sint-Bernhard · Jaufen · Joux · Kleine Sint-Bernhard · Lavaze · Leonessa · Lombarda · Maddalena · Manghen · Maniva · Mendel · Montgenèvre · Mont-Cenis · Monte Cristo · Mortirolo · Nigra · Nivolet · Penser Joch · Platigliolepas · Pfitscherjoch · Plöcken · Pordoi · Pratoriscio · Predil · Presolana · Reschen · Rolle · Sampeyre · San Carlo · San Marco · San Pellegrino · San Zeno · Scale · Sella · Sestriere · Sommeiller · Splügen · Staller Sattel · Staulanza · Stelvio · Tenda · Timmelsjoch · Tonale · Tre Croci · Tremalzo · Umbrail · Val Bighera · Valcavera · Valles · Valparola · Via del Sale · Vivione · Würz
Albrun · Albula · Alpe Gesero · Bernina · Brünig · Chasseral · Croix · Ferret · Flüela · Forclaz · Furka · Furggu · Gemmi · Glas · Glaubenberg ·  Glaubenbüelen · Gries · Grimsel · Grote Scheidegg · Grote St.-Bernhard · Gurnigel · Gueulaz · Jaun · Julier · Klausen · Kleine Scheidegg · Kunkel · Lenzerheidepas · Livigno · Lukmanier · Maloja · Moosalp · Morgins · Mosses · · Saanenmöser · Neggia · Nufenen · Oberalp · Ofen · Pillon · Planches · Pragel · San Bernardino · Sanetsch · Schallenberg · Simplon · Sint-Gotthard · Splügen · Susten · Umbrail · Vue des Alpes · Wolfgang